# Portugal ved sommer-OL 2020
Portugal deltog under Sommer-OL 2020 i Tokyo, som blev afviklet i perioden 23. juli til 8. august 2021.

## Medaljer
| 2020 Tokyo | Guld | Sølv | Bronze | Total |
| Portugal   | 1    | 1    | 2      | 4     |

### Medaljevinderne
| Portugal under sommer-OL 2020 i Tokyo | Portugal under sommer-OL 2020 i Tokyo | Portugal under sommer-OL 2020 i Tokyo | Portugal under sommer-OL 2020 i Tokyo | Portugal under sommer-OL 2020 i Tokyo |
| Medalje                               | Navn                                  | Sport                                 | Event                                 | Dato                                  |
| ------------------------------------- | ------------------------------------- | ------------------------------------- | ------------------------------------- | ------------------------------------- |
| Guld                                  | Pedro Pichardo                        | Atletik                               | Mændenes trespring                    | 5. august                             |
| Sølv                                  | Patrícia Mamona                       | Atletik                               | Damernes trespring                    | 1. august                             |
| Bronze                                | Jorge Fonseca                         | Judo                                  | Mændenes 100 kg                       | 29. juli                              |
| Bronze                                | Fernando Pimenta                      | Kano og kajak                         | K1 1000 m                             | 3. august                             |